# Jonathan Wilkes

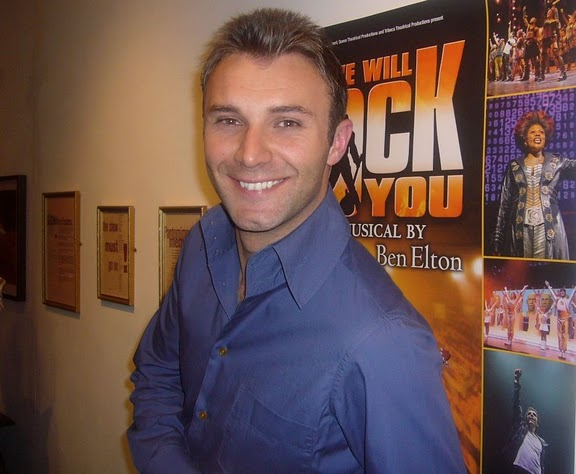
Jonathan Wilkes

Jonathan George Wilkes, född 1 augusti 1978 i Baddeley Green i Stoke-on-Trent, Staffordshire, England, är en engelsk entertainer. Han är bosatt i London och syns i många musikaluppsättningar.
Wilkes har släppt singeln "Just Another Day" (UK #24) 2001, samt sjunger en ny version av jazzduetten "Me and My Shadow" tillsammans med bästa vännen Robbie Williams.